# 어반브러시
어반브러시는 디자이너들이 자신의 작품을 업로드하여 공유하는 사이트이다. 대체로 벡터파일을 중심으로 업로드 되어 있으며, 대체적으로 재판매, 로고사용을 제외하고 무료사용이 가능하다.

## 연혁
- 2017 어반브러시 설립 - 대한민국 경기도 남양주시 소재
- 2018-2020 - 행정안전부 주최 청년기업가 선정